# Дізадж-Накале
Дізадж-Накале (перс. ديزج نقاله) — село в Ірані, входить до складу дехестану Бакешлучай у Центральному бахші шахрестану Урмія провінції Західний Азербайджан.